# 中山路聖母無染原罪始胎堂 (台南市)
22°59′38″N 120°12′28″E / 22.99400547655101°N 120.20775760819525°E

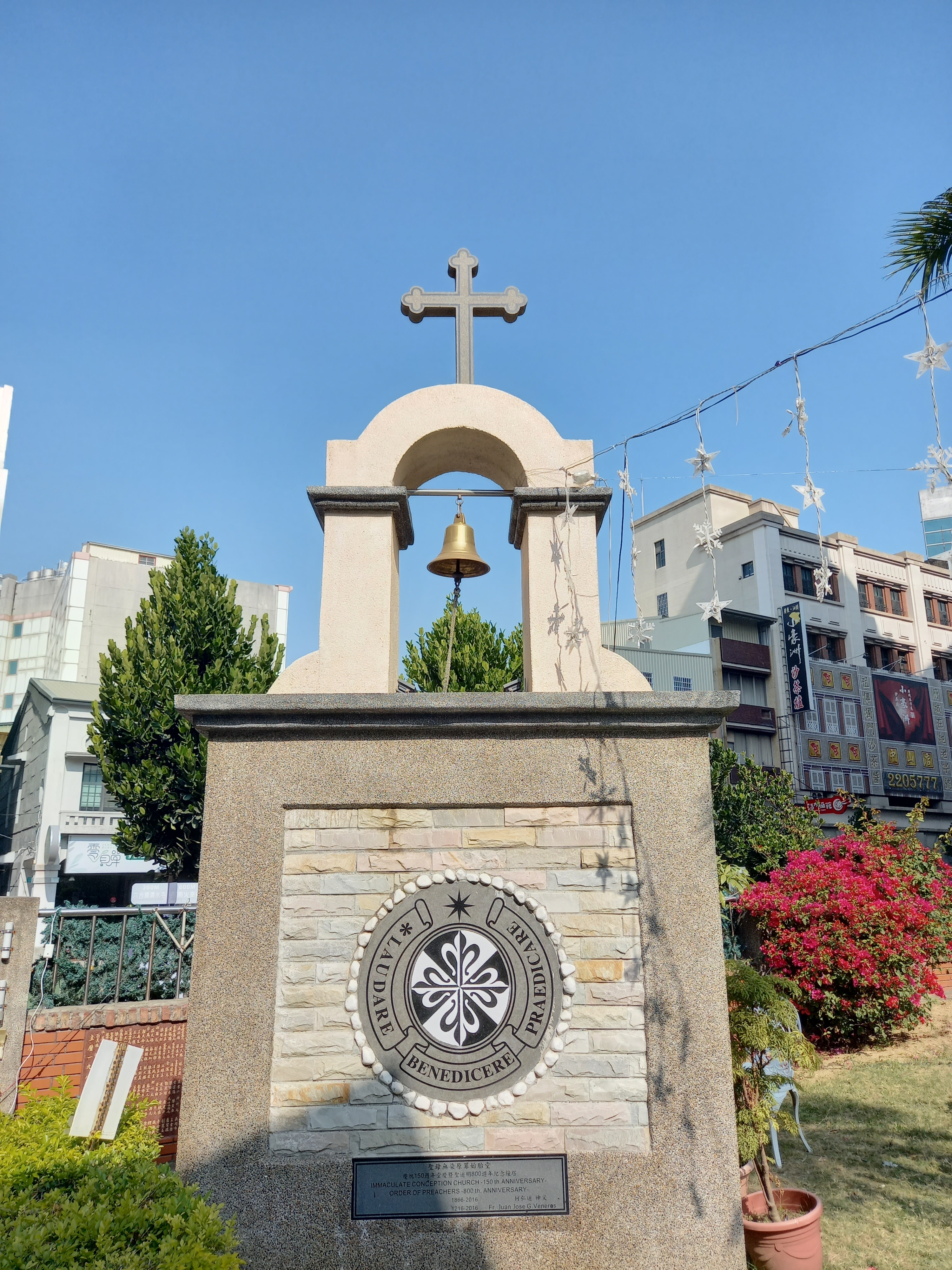
150週年堂慶暨聖道明800週年紀念鐘塔

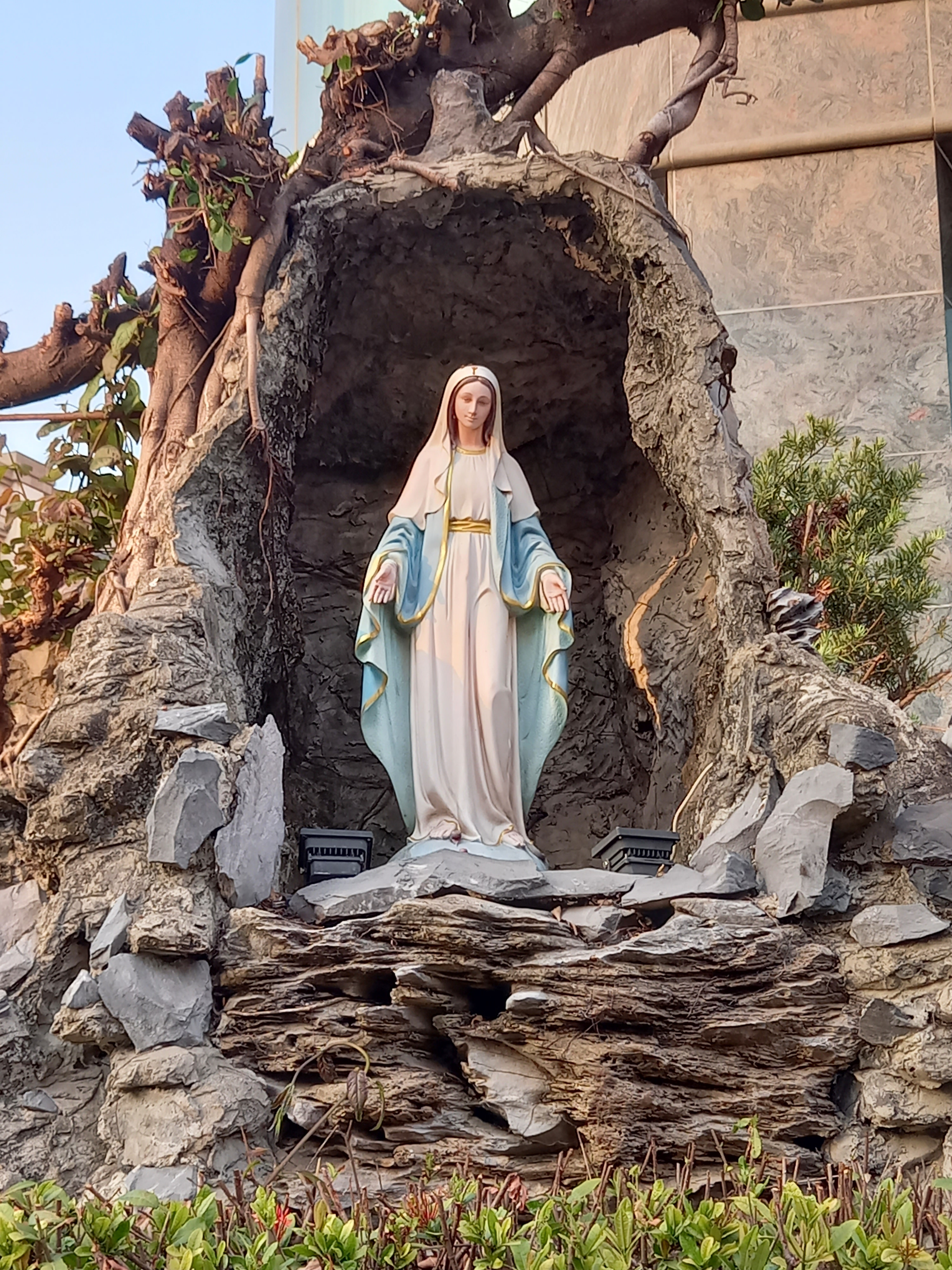
聖堂外的聖母像

聖母無染原罪始胎堂 ，又稱中山路天主堂，是位於臺灣臺南市中西區的一座天主教教堂，亦是臺南地區最早天主教堂。雖然有百年歷史，但因後來多次修建，以至於無法列入古蹟。

## 簡史
清同治五年（1866年），道明會神父郭德剛派傳道員到臺南府城，辦理孤兒收容救濟事宜，成立「聖幼兒之家」；同治七年（1868年），於現在成功大學榕園一帶購地興建房舍，然而當時臺灣本地居民普遍仇外，建屋工程遭到居民百般阻礙，最後僅能搭蓋草茅竹屋一間當作臨時聖堂及住所，成為臺南天主教第一座自建的聖堂。
同治十一年（1872年），於小東城門外，建造2層樓高的聖多瑪斯聖堂。光緒十五年（1889年），越南籍韓若望(JuanHan)神父於今中山路段以640元購買中式房屋一座，內有房廳十餘間，可作為臨時聖堂、道理廳、神父與傳道員宿舍之用，並購買鄰近大片土地，用於日後新建新聖堂所使用。然而周遭居民迷信不願外國人在此地建築教堂，認為這是不吉利的事情，在多方阻撓之後與官府交涉下，以二層樓為限，終於如願完成聖堂的興建，天主教會在臺南府城從此奠定鞏固之基礎，為中山路聖母無染原罪始胎天主堂的前身。
大正四年（1915年），日本政府開闢自台南火車站至市政府之大正町2丁目道路（即今中山路），教堂用地被徵用，教會將西北邊土地變賣，保留今中山路聖堂用地。
大正十四年（1925年），洪羅(Rodriguez)神父為新聖堂興建進行募款，得到許多人的捐助，於當年2月份為教堂的地基開了水渠，7月新聖堂完工，並舉行第一台彌撒。此聖堂主體建築就是現今中山路聖母無染原罪始胎堂。

## 彌撒禮儀時間
以下時間以當地時間（臺灣時間）為準
- 主日彌撒：
  - 週六 19:30 
 週日 09:00

- 平日彌撒：
  - 週二：19:30

- 英語（English）彌撒：19:00

- 他加祿語（Tagalog）彌撒：16:00